# La Roche-aux-Fées
La Roche-aux-Fées ('skalna vila'; tudi La Maison des Feins) v naselju Essé med krajema Vitré und Châteaubriant, v Bretanji, v Franciji, je megalitsko nahajališče iz obdobja neolitika. Kraj leži okoli 100 km severno od Nantesa ali 20 km vzhodno od Rennesa, v majhni občini Essé. Kraj je znan že stoletja, vendar primerno urejen šele v zadnjem času.
Pripona " Fées" ali " Feins" kaže več francoskih Dolmenov ali Allées couvertes (galerijski grobovi). V Ille-et-Vilaine so npr. La Maison des Feins ali Four des Feins. 
La Roche-aux- Fées je tipično pravokoten anžujski dolmen, tipa Loire, saj jih je v departmaju Maine-et-Loire več (Dolmen iz Bagneuxa pri Saumurju). Pogosto so to megalitske apnenčaste plošče. Datum nastanka ocenjujejo na osnovi najdene keramike v 3500 in 3000 pr. n. št.
La Roche-aux- Fées se nahaja na hribu v gozdičku hrastov in kostanja. 26 ortostatičnih kamnov nosi osem plošč težkih od 20 do 45 ton. Spomenik je 19,50 metrov dolg in leži v smeri severo-severozahod - jug-jugovzhod. Arhitektura je sestavljena iz treh delov:
- Najprej nizek portal, ki sestoji iz 5,5 m dolgega bloka, ki leži prečno kot preklada na dveh stebrih, vsak en meter visok.
- Sledi 1,4 m visok, 3,5 m širok in 2,7 m dolg hodnik s treh strani in stropno ploščo. Skozi prehod med dvema ploščama se dostop zoži.
- 14 m dolga in tri metre široka notranja komora. Ta je dva metra visoka. Tri velike plošče jo delijo v štirih dele. Končna plošča je 5,7 m dolga, skoraj 1,6 m visoka in 0,75 m debela. Zgradba je nastala iz gomile, ki je dosegla največ polovico višine stebrov. Stoji že od rimskih časov, kot je mogoče sklepati iz najdenih keramičnih ploščic.

Ogromen dolmen je bil zgrajen iz velikih plošč rdečerjavega bazalta in osnove iz ploščic zelenega skrilavca, kar daje precej strukturiran videz. Nekaj srednjih kamnov se je premaknilo na stran, 300 let star hrast raste v enega od njih. Ena od strešnih plošč je izgubila majhen kos zaradi preperevanja v 5000 letih, ta del sedaj leži na tleh osrednje komore.
Ostanki vijoličnih skrilavcev se nahajajo v gozdu, štiri kilometre stran od La Theil de Bretagne. Poskusi, kot tisti v nekropoli v Bougonu so pokazali, da lahko premakne 40 tonske plošče 300 močnih moških, na velikih lesenih kolesuh in z vzvodi. Poznane so legende o vilah, ki so pomagale pri prevozu kamnov.
La Roche-aux- Fées je bil verjetno več kot grob, nekateri menijo da so tukaj potekali tudi rituali. Kamen na vhodu ima nekakšno vdolbino, v kateri so ugotovili sledi krvi, ki naj bi bila posledica živalskih daritev.
- Portal
- Stranica
- vzdolžni pogled
- Stranski pogled
- Pogled v komoro